# ویم فان هیل
ویم فان هیل (انگلیسی: Wim van Heel; ۲۷ سپتامبر ۱۹۲۲ – ۳ اکتبر ۱۹۷۲) بازیکن هاکی روی چمن اهل پادشاهی هلند بود.